# چوکووینیتی (کارولینای شمالی)
چوکووینیتی (به انگلیسی: Chocowinity) شهری در ایالت کارولینای شمالی کشور ایالات متحده آمریکا است که جمعیت آن در سرشماری سال ۲۰۱۰ میلادی، ۸۲۰ نفر بوده‌است.